# Андреота, Поль
Поль Андреота (фр. Paul Andréota; 11 декабря 1917, Ла-Рошель, Приморская Шаранта, Франция – 14 ноября 2007, Ла-Рошель, Приморская Шаранта, Франция) — французский писатель, журналист, сценарист. Работал журналистом в ряде парижских газет. Больше известен как сценарист (около 40 фильмов) и автор любовных и детективных романов, хотя пробовал свои силы и в пограничных с фантастикой жанрах (мистика, хоррор).
Иногда ошибочно причисляется к американским писателям, поскольку много работал в Голливуде — сценарии фильмов «Дикий Запад» (Far West, 1973), «Вердикт» (Verdict, 1974) и др.

## Фильмография
Сценарист
- 1964 — «Чёрный тюльпан»

## Премии
- Главный приз за полицейскую литературу (1970) — за "Зигзаги" (фр. Zigzags) (1969)[2].